# Hauptstaatsarchiv Weimar
Das Hauptstaatsarchiv Weimar ist das Ministerialarchiv des Freistaates Thüringen und das Archiv der Zentralbehörden des Herzogtums Sachsen-Weimar und der ernestinischen Vorgängerterritorien. Seit dem 13. Juli 2016 ist es eine Abteilung des Landesarchivs Thüringen, das der Thüringer Staatskanzlei untersteht.

## Bestände und Standorte
Als das größte von sechs thüringischen Staatsarchiven verwahrt es rund 30 laufende Regalkilometer Urkunden, Amtsbücher, Akten, Zeichnungen, Karten und Risse sowie elektronische und andere Datenträger aus elf Jahrhunderten deutscher Geschichte.
Das Archiv ist auf zwei Standorte in Weimar verteilt:

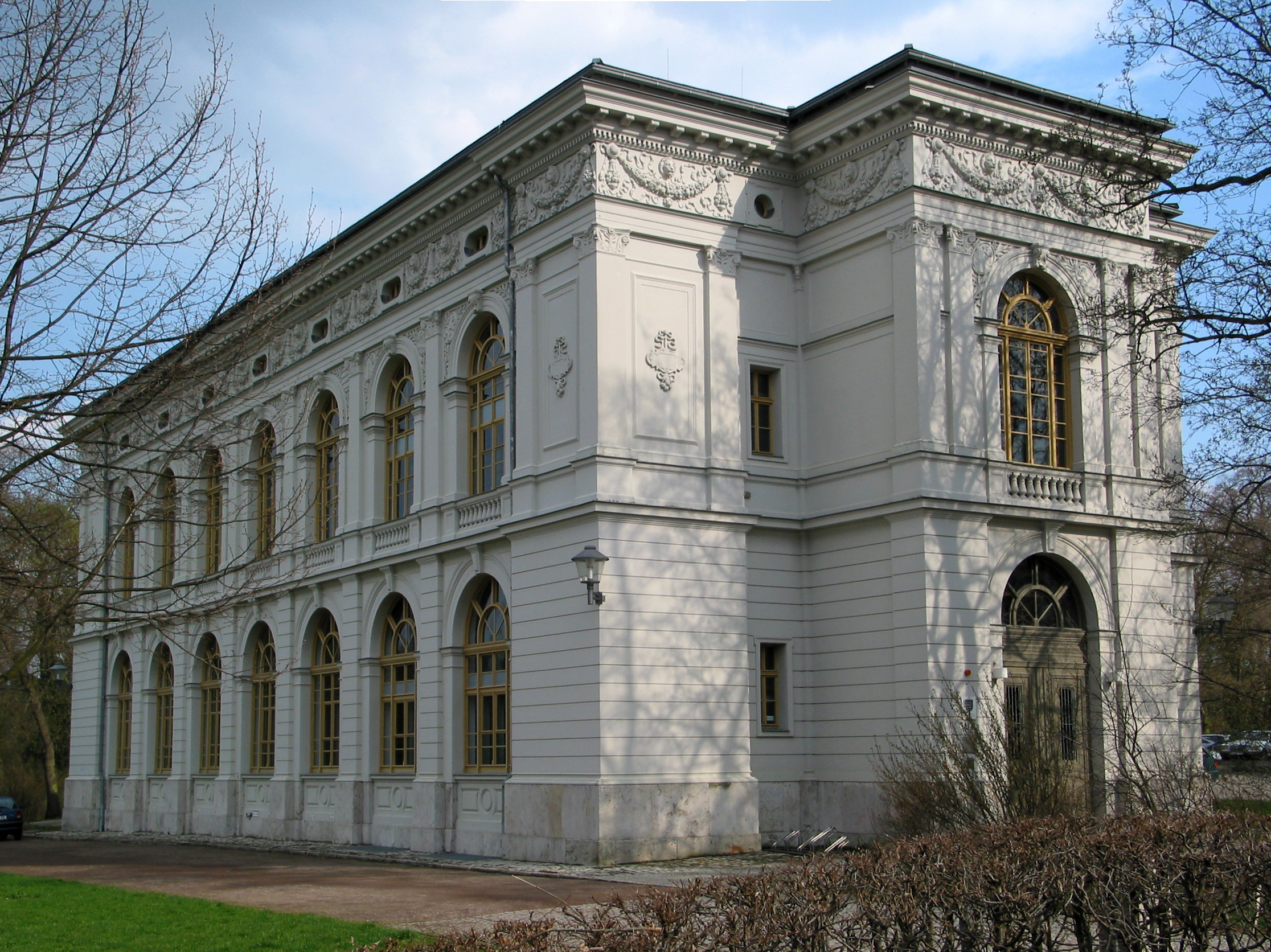
Das Hauptstaatsarchiv mit Archivbeständen bis 1920

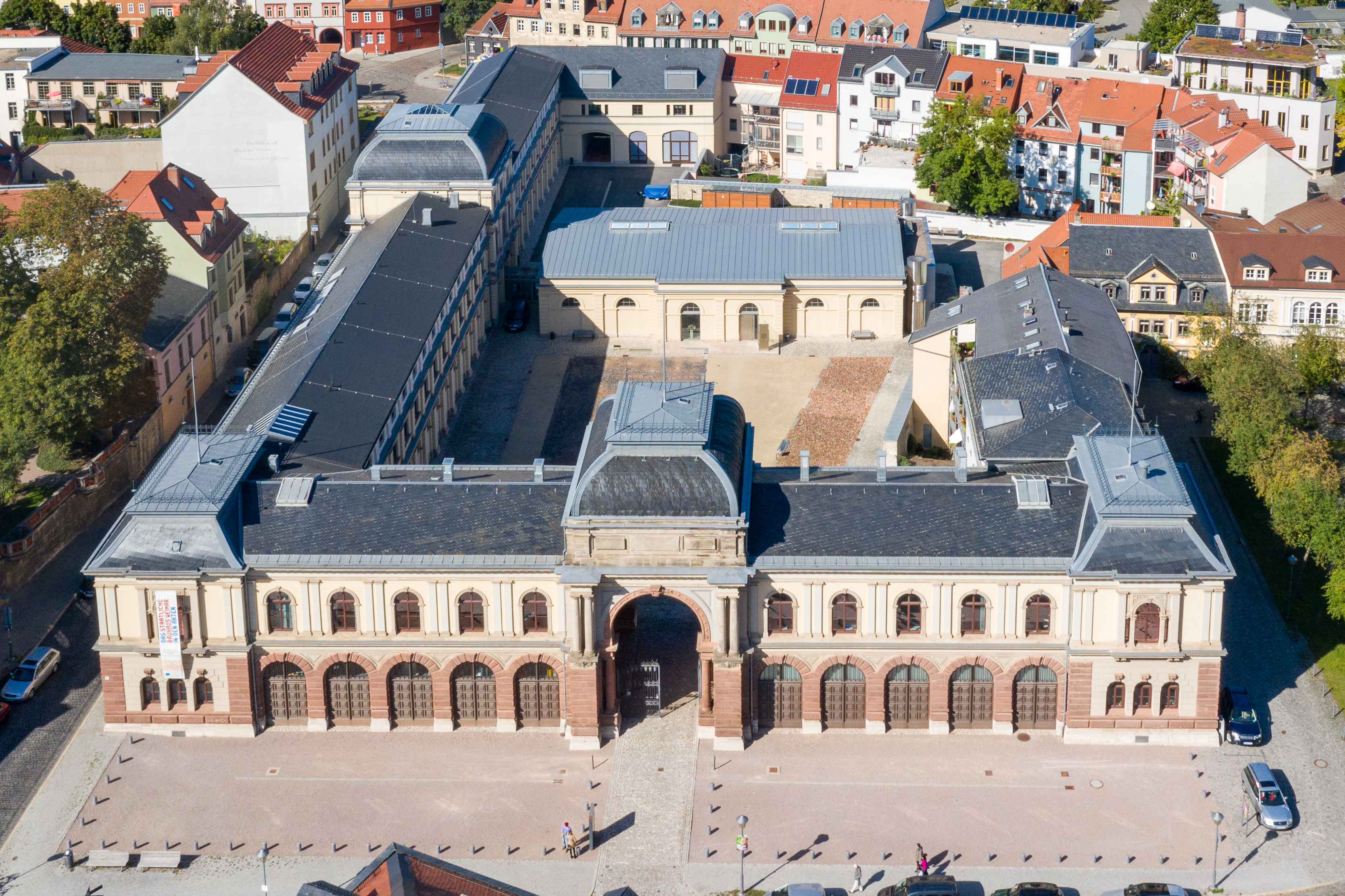
Das ehemalige Marstallgebäude mit Archivbeständen ab 1920

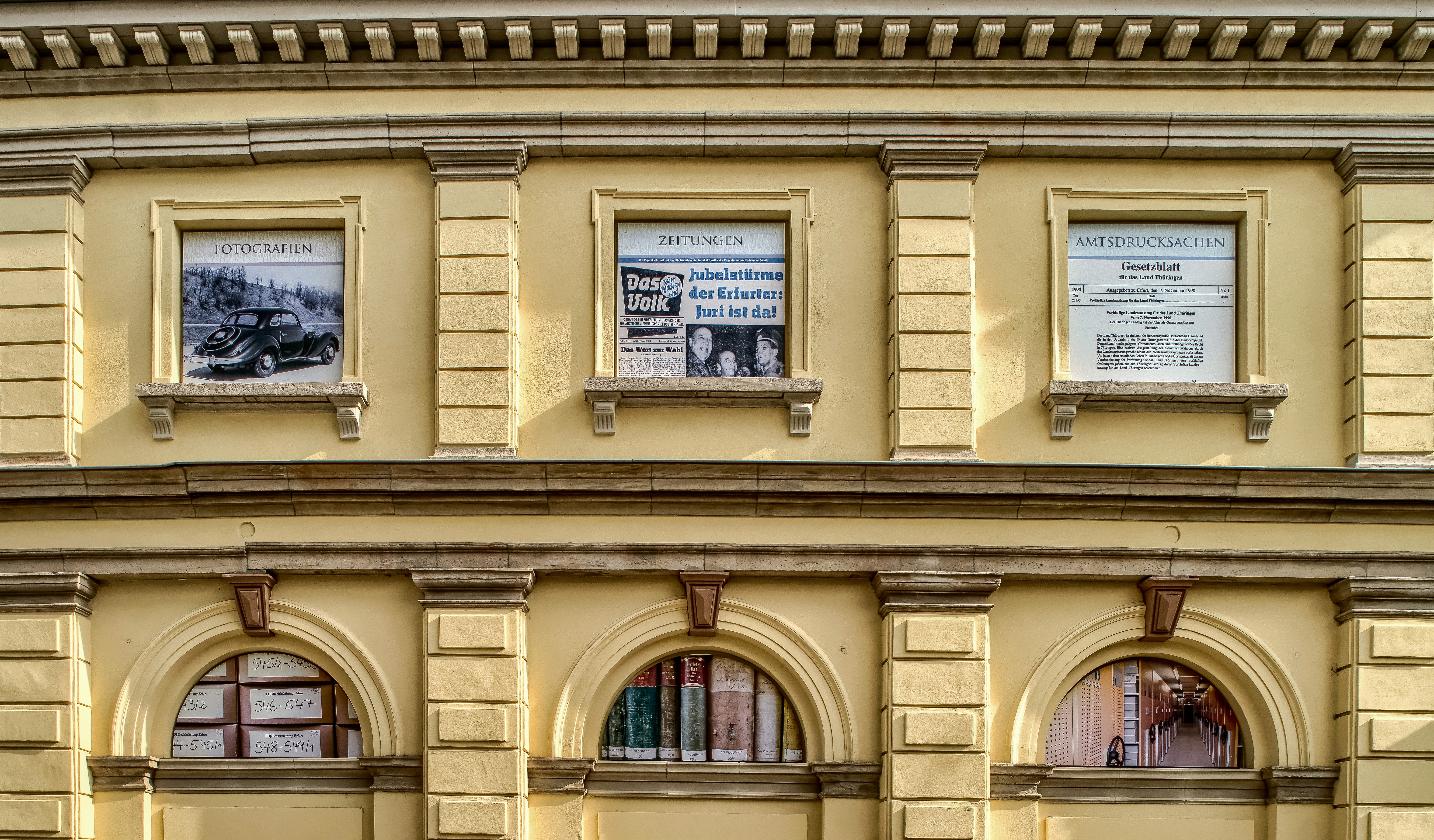
Fassade zur Marstallstraße

- Das Hauptstaatsarchiv am Beethovenplatz, der Teil vom Park an der Ilm ist, wurde von 1883 bis 1885 als Archivzweckbau von Carl Heinrich Ferdinand Streichhan errichtet. Es beinhaltet heute die Bestände bis zum Jahr 1920.
- Der ehemalige „Marstall“ ist ein dreiflügeliger, zweigeschossiger Neorenaissancebau, der von 1873 bis 1878 ebenfalls nach Plänen von Carl Heinrich Ferdinand Streichhan erbaut und als Hofpoststall und Kurierstation genutzt wurde. Nach Gründung des Landes Thüringen war das Gebäude Sitz der Ministerien für Volksbildung und Justiz, während des Nationalsozialismus Sitz und Gefängnis der Gestapo. Heute befinden sich hier die Archiv-Bestände ab 1920 mit einem Lesesaal.

## Geschichte
Seinen Ursprung hat das Hauptstaatsarchiv 1547 in der Errichtung der Residenz der ernestinischen Linie des Hauses Wettin in Weimar. Vorläufer waren das Gemeinschaftliche Hauptarchiv des Sachsen-Ernestinischen Gesamthauses und das Zentralarchiv des ernestinischen Herzogtums Sachsen-Weimar sowie das Großherzogliche Hausarchiv. Für das 1920 gegründete Land Thüringen war das Weimarer Staatsarchiv das Landeshauptarchiv, das auf der Grundlage der Thüringischen Archivordnung von 1932 für alle zentralen Landesbehörden sowie für nachgeordnete Einrichtungen in den Städten Jena und Weimar und den Landkreisen Stadtroda und Weimar zuständig war. Nach der Verwaltungsreform von 1952 war es bis zur Wende 1990 nur noch für die bezirklichen Verwaltungseinrichtungen und Staatsbetriebe des Bezirkes Erfurt zuständig. Die Grundlage der Tätigkeit des heutigen Thüringischen Hauptstaatsarchivs Weimar bildet das Archivgesetz des Freistaates Thüringen von 1992.

## Direktoren, Abteilungsleiter und Archivare (Auswahl)
Direktoren:
- 1926–1934 Armin Tille
- 1934–1958 Willy Flach
- 1958–1973 Hans Eberhardt
- 1973–1990 Gottfried Börnert
- 1991–2008 Volker Wahl
- 2008–2016 Bernhard Post (zunächst kommissarischer Leiter, seit April 2009 Direktor, seit Juli 2016 Leiter des Landesarchivs Thüringen)

Abteilungsleiter der Abteilung im Landesarchiv Thüringen:
- 2016–30. April 2018 Dagmar Blaha
- seit 1. Mai 2018 Frank Boblenz (kommissarisch)

Archivare:
- Frank Boblenz
- Wilhelm Engel
- Ulrich Heß
- Paul Mitzschke